# Фауна

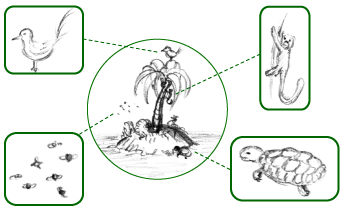
Схема, условно показывающая фауну острова

Фа́уна (от лат. Fauna — богиня лесов и полей, покровительница стад животных) — исторически сложившаяся совокупность видов животных, обитающих на определённой территории. Фауна любой территории складывается из разных фаунистических комплексов, которые объединяют виды, имеющие сходные ареалы.

## Описание

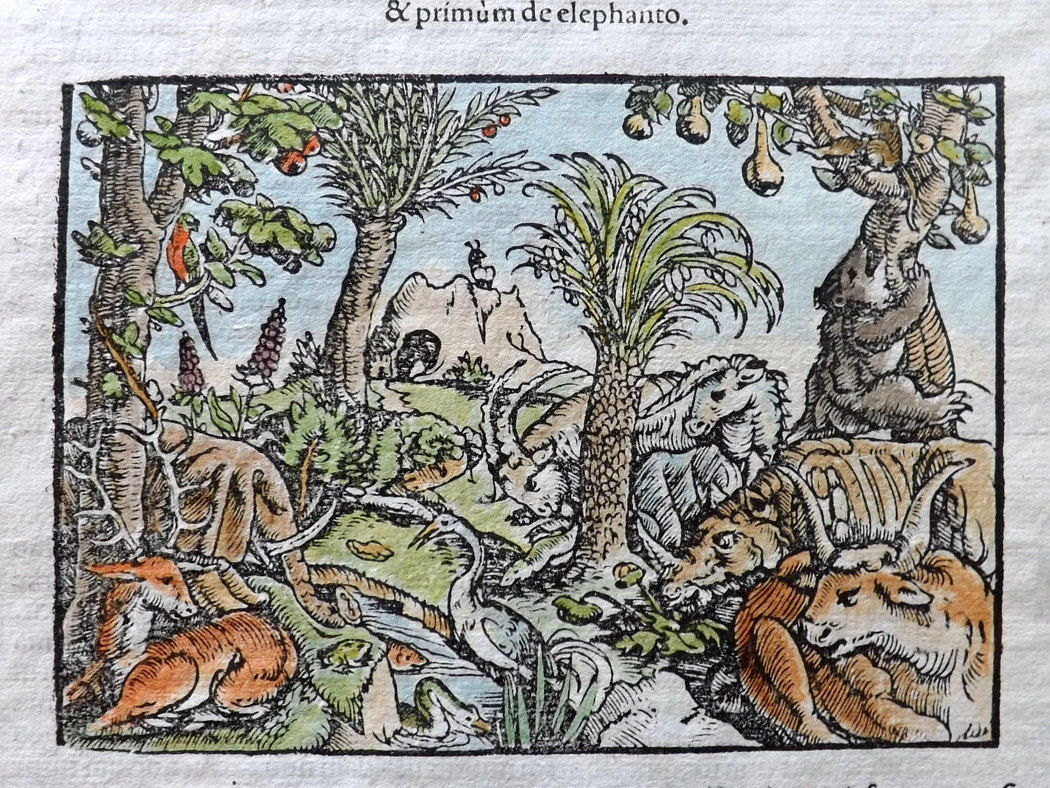
Изображение фауны в 1544 году

В понятие фауны вкладывается как систематическое, так и географическое содержание, поэтому принцип ограничения должен быть географическим (фауна острова Куба, фауна Зимбабве, фауна Евразии и т. д.) и систематическим (фауна птиц (орнитофауна), фауна насекомых (энтомофауна), фауна рыб (ихтиофауна) и т. д.). Последнее обстоятельство связано с тем, что на практике невозможно получить полный список видов данной территории по причине как огромного их разнообразия, так и недостатка специалистов-систематиков.
Существенным признаком любой фауны является экологическая природа составляющих её видов. Например, для фауны тропических территорий — характерно большое количество видов, приспособленных к обитанию на деревьях и связанных с ними трофическими отношениями; для фауны степных территорий — характерно преобладание бегающих и роющих животных, впадающих в спячку, питающихся жёсткой травой и злаками и пр.
Одним из основных показателей фауны является доля эндемиков — она показывает степень изолированности и возраст фауны.
Виды, отличающиеся сходным распространением — группируются в географические элементы фауны. Географический анализ фауны может сказать об особенностях происхождения фауны и её связях с соседними и удалёнными фаунами. По географическим элементам — виды могут относиться к фаунам: средиземноморской, циркумбореальной, европейско-сибирской, центральноазиатской, циркумполярной и др. Адвентивные виды — виды, которые были искусственно занесены из других регионов и интродуцировались.
Важным направлением фаунистических исследований является выяснение путей попадания видов в состав фауны; по этому признаку — виды делятся на автохтонные (элементы фауны, возникшие в пределах изучаемой территории) и аллохтонные (виды, попавшие на данную территорию в результате расселения из других центров). Вопрос о происхождении видов фауны имеет особенно важное значение при изучении молодых фаун (например, фаун запада Европейской России, — недавно освободившейся от ледника).
Домашние животные, животные в зоопарках и тому подобное не могут входить в состав фауны.

## Примеры фауны
Например, фауна степной зоны образована доминирующим здесь степным фаунистическим комплексом. Однако, к степной фауне добавляются виды из соседних лесостепной и полупустынной природных зон.

### Лесная фауна
- Фауна лесных почв
- Мангровая фауна